# Rio Vuri
Rio Vuri (em francês: Wouri), historicamente chamado de Rio dos Camarões pelos exploradores portugueses que ali chegaram em 1472, é um rio do Camarões, na África.